# Marguerite Jouve
Marguerite Jouve (Montpeller, 14 de febrer de 1903 — 16 de gener de 1963) fou una periodista i novel·lista francesa.

## Biografia
De salut fràgil, Marguerite Jouve va iniciar els seus estudis primerament amb una professora particular i més tard en un convent a Catalunya.Després de la mort del seu pare el 1914, dels seus dos germans durant la Primera Guerra Mundial, i de la seva mare, l'any 1919, Jouve va tornar a Montpeller l'any 1921 i va començar a assistir als cursos d'història de la Facultat de Lletres de Montpeller com a estudiant visitant.
Dos anys més tard, el 1923, Margarida Jouve s'instal·la a París. Allí publica, el 1930, la novel·la negra Le Maléfice (El Malefici), la qual va rebre un èxit crític, així com la novel·la Nocturne (Nocturna), una història d'amor incestuós entre germà i germana, per la que posteriorment va ser premiada amb el Premi Minerva. La novel·la històrica Vie hérétique de Bernard Délicieux, que publica un any després, fou lloada per « una brillant escenificació, un fons de paisatge ben mediterrani i pels diàlegs i monòlegs a l'estil de l'historiador romà Titus Livi ». L'any 1934 Jouve forma part dels finalistes al Premi Renaudotamb les seves obres Jeunesse (Joventut) i Torquemada, grand inquisiteur d'Espagne (Torquemada, gran inquisidor d'Espanya)
A causa de les dificultats econòmiques viscudes per alguns editors durant el Crac del 29, Marguerite Jouve marxa a Espanya per treballar de corresponsal. Informava sobre la victòria electoral del Front popular i la Guerra Civil Espanyola entre d'altres esdeveniments per al setmanari La Flèche de Paris. El 1937 publica Vu, en Espagne, février 1936-février 1937 (Vist a Espanya, febrer 1936-febrer 1937) per l'editorial Flammarion. Durant els anys 1937 i 1938 redacta diverses notícies per al diari comunista Ce soir.
Després de la Segona Guerra Mundial, publica diversos articles en la revista mensual Les lettres françaises, publicació creada per membres de la Resistència francesa el 1942. El 1953, publica la novel·la històrica Ces dames de la Tour de Nesle (Les dones de la torre de Nesle) per l'editorial Éditions Grasset. A continuació tradueix al francès l'obra La Musique espagnole del musicòleg espanyol José Subirá Puig, publicada el 1959. El 1961 publica, juntament amb Pauline Osusky, La France et ses animaux : réserves, aquariums, zoos. (França i els seus animals: reserves, aquàriums i zoos)